# ناثان فريمان
ناثان فريمان (بالإنجليزية: Nathan Freeman)‏ هو لاعب كرة قدم أسترالية أسترالي، ولد في 16 يونيو 1995.

## وصلات خارجية
- ناثان فريمان على موقع AustralianFootball.com (الإنجليزية)
- ناثان فريمان على موقع AFLtables.com (الإنجليزية)